# Sorhawa
Sorhawa (nep. सोरहवा) – gaun wikas samiti w zachodniej części Nepalu w strefie Bheri w dystrykcie Bardiya. Według nepalskiego spisu powszechnego z 2001 roku liczył on 2207 gospodarstw domowych i 12874 mieszkańców (6336 kobiet i 6538 mężczyzn).